# Нова Вес у Јарошову
Нова Вес у Јарошову (чеш. Nová Ves u Jarošova) је насељено мјесто са административним статусом сеоске општине (чеш. obec) у округу Свитави, у Пардубичком крају, Чешка Република.

## Становништво
Према подацима о броју становника из 2014. године насеље је имало 67 становника.